# Liber Elegantiarum
El Liber Elegantiarum es un repertorio de palabras y frases en valenciano-latín, obra del notario o escribano valenciano Joan Esteve (Johannes Stephanus), publicado en Venecia  en 1489 por el editor Paganinus de Paganinis (que parece ser un seudónimo como mofa a la Inquisición). Se trata de una obra destinada a la enseñanza del latín en la cual, partiendo de frases escritas en valenciano, se ofrece la frase latina equivalente. El colofón del libro dice:

Explicit liber elegantiarum Johannis Stephani viri eruditissimi civis Valentiani regie auctoritate notarii publici: latina et valentiana lingua: exactissima diligentia emendatus...

Se le considera el primer diccionario de la lengua valenciana, puesto que las obras lexicográficas anteriores son colecciones de glosas o apostillas marginales de palabras difíciles de ciertas obras (explicaciones de "vocablos escurs"), o rimaris (diccionarios para hacer rimas).
Basándose en la fecha de su dedicatoria (1472), se le considera el primer diccionario de una lengua románica. Sea fiable o no tal fecha, lo cierto es que se trata de una obra que aparece en una época (finales del siglo XV) en la cual se detecta una importante atención a la lengua romance propia de cada territorio, y se publican obras en las que se explican las palabras o frases latinas a partir de sus equivalentes en lengua vulgar. Así, en 1487 Loys Garbin (Louis Cruse) publica en Ginebra su Vocabulaire latin-françois, el 1490 Alonso de Palencia publica su Universal vocabulario en latín y en romance y en 1492 Nebrija imprime su Lexicon latino-castellanum ut castellano-latinum.